# أمالي فينتر
أمالي فينتر (بالألمانية: Amalie Winter)‏ هي كاتِبة وشاعرة ألمانية، ولدت في 1803 في فايمار في ألمانيا، وتوفيت في 13 يونيو 1879.